# Alligatoroidea
Alligatoroidea – nadrodzina krokodyli. Według definicji filogenetycznej przedstawionej w 2003 roku przez Christophera Brochu obejmuje wszystkie krokodyle spokrewnione bliżej z aligatorem amerykańskim niż z krokodylem nilowym lub gawialem gangesowym. Do Alligatoroidea należy co najmniej siedem gatunków współczesnych – dwa aligatory i przynajmniej pięć gatunków kajmanów – oraz liczne formy wymarłe, spośród których niektóre były jednymi z największych krokodyli wszech czasów, takie jak Purussaurus. Najstarsi znani przedstawiciele grupy żyli pod koniec kredy, w kampanie. Najwcześniejsze i najbardziej bazalne Alligatoroidea były na tyle plezjomorficzne, że niekiedy klasyfikowano je jako bliżej spokrewnione z krokodylowatymi (Crocodylidae) niż z aligatorami. Aligatoroidy bardziej zaawansowane niż Leidyosuchus i Deinosuchus dzielą się na dwie główne grupy – Diplocynodontinae oraz Globidonta, do której należą wszyscy współcześni przedstawiciele kladu. Według badań przeprowadzonych przez Paolo Pirasa i współpracowników Alligatoroidea są mniej wrażliwe na globalne zmiany klimatycznie niż ich grupa siostrzana – Crocodyloidea.
Uproszczony kladogram Alligatoroidea według Brochu (2003)
| Diplocynodontinae | \| \| Diplocynodon \| \| \| \| \| \| Baryphracta \| \| \| \| |
|                   | \| \| Diplocynodon \| \| \| \| \| \| Baryphracta \| \| \| \| |
|                   | Diplocynodon                                                 |
|                   |                                                              |
|                   | Baryphracta                                                  |
|                   |                                                              |

|  | Diplocynodon |
|  |              |
|  | Baryphracta  |
|  |              |

| Diplocynodontinae | \| \| Diplocynodon \| \| \| \| \| \| Baryphracta \| \| \| \| |
|                   | \| \| Diplocynodon \| \| \| \| \| \| Baryphracta \| \| \| \| |
|                   | Diplocynodon                                                 |
|                   |                                                              |
|                   | Baryphracta                                                  |
|                   |                                                              |

|  | Diplocynodon |
|  |              |
|  | Baryphracta  |
|  |              |